# Aruga Kōsaku
Aruga Kosaku (有賀 幸作 Aruga Kosaku, Hữu Hạ Hạnh Tác) (21 tháng 8 năm 1897 - 7 tháng 4 năm 1945) là một trong những Phó đô đốc của Hải quân Đế quốc Nhật Bản trong Thế chiến thứ hai. Ông cũng chính là hạm trưởng của chiếc thiết giáp hạm lớn nhất thế giới Yamato trong nhiệm vụ cuối cùng của nó: Cuộc hành quân Ten-Go.

## Tiểu sử
Aruga quê ở quận Nagano, tốt nghiệp khóa 45 Học viện Hải quân Đế quốc Nhật Bản năm 1917, xếp hạng 58/89. Ông tham gia thực tập với quân hàm chuẩn úy trên tuần dương hạm Iwate và thiết giáp hạm Hyūga. Giai đoạn 1918-1919, ông hoàn thành xong các khóa học về hải pháo và ngư lôi. Sau khi được phong quân hàm thiếu úy, ông tham gia phục vụ trên nhiều khu trục hạm. Từ tháng 11 năm 1922 đến tháng 11 năm 1923, ông làm việc trên thiết giáp hạm Nagato. Sau khi lên cấp đại úy vào tháng 12 năm 1923, ông trở thành sĩ quan phụ trách ngư lôi trên khu trục hạm Akikaze và Kikuzuki, sau đó là hai tuần dương hạm hạng nhẹ Naka và Kiso.
Sau khi được phong hàm thiếu tá năm 1929, Aruga trở thành hạm trưởng lần đầu tiên trên chiếc Yugao. Sau đó lần lượt là các khu trục hạm Fuyo năm 1930, Tachikaze và Akikaze năm 1932, Matsukaze năm 1933 và Inazuma năm 1934. Sau một thời gian 2 năm làm việc trên bờ từ 1935 đến 1937 tại Cơ quan phòng vệ Chinkai, Aruga trở lại làm sĩ quan điều hành trên tuần dương hạm Sendai. Sau đó, ông được giao quyền chỉ huy một hải đội tàu quét ngư lôi và Hải đội khu trục hạm số 11. Tháng 11 năm 1940, ông được phong quân hàm đại tá.
Tháng 6 năm 1941, Aruga nắm quyền chỉ huy Hải đội 4 Khu trục hạm. Với cương vị này, ông đã tham gia vào 2 trận hải chiến lớn là trận Midway và trận Đông Solomon.
Tháng 3 năm 1943, Aruga trở thành hạm trưởng tuần dương hạm Chōkai. Ông được triệu hồi về Nhật tháng 6 năm 1944 vì mắc bệnh sốt rét và giảng dạy tại trường ngư lôi cho đến tháng 11. Sau đó, ông được điều đến làm việc tại Đệ nhị hạm đội. Ngày 25 tháng 12 năm 1944, ông trở thành hạm trưởng của Yamato, thiết giáp hạm lớn nhất thế giới.
Tháng 4 năm 1945, Yamato cùng 1 tuần dương hạm hạng nhẹ và 8 khu trục hạm khác tham gia vào cuộc tổng phản công của Hải quân Đế quốc Nhật Bản tại Okinawa, gọi là Cuộc hành quân Ten-Go, nhưng thực chất là một chuyến đi tự sát để bảo tồn danh dự Hải quân Đế quốc Nhật Bản theo truyền thống võ sĩ đạo. Bộ Tư lệnh tối cao muốn Đệ nhị hạm đội đến Okinawa mà không có phi cơ yểm trợ và nhiên liệu chỉ vừa đủ cho lượt đi. Cuộc hành quân bắt đầu từ ngày 6 tháng 4. Đến trưa ngày 7 tháng 4, Yamato bị các máy bay Mỹ xuất phát từ hàng không mẫu hạm tấn công và đến 14 giờ 23 phút thì phát nổ và chìm. Trước đó vào lúc 14 giờ 15 phút, khi hạm phó Nomura báo cáo Aruga giây phút cuối cùng sắp đến. Ông đã lệnh cho hạm phó rời tàu rồi nhờ một hạ sĩ quan khác lấy dây cột mình vào trụ hải bàn. Anh này trói ông lại rồi cũng lấy dây buộc bản thân nằm cạnh đó nên Aruga thấy thế quát lên
"Đồ ngu, chúng mày còn trẻ phải sống cho nước Nhật tương lai."
Khi Yamato bị đánh chìm, Aruga đã chết theo tàu. Sau đó, ông được truy phong hai cấp lên quân hàm phó đô đốc.
Trong một bộ phim Nhật Bản sản xuất vào năm 2005 kể về nhiệm vụ cuối cùng của Yamato mang tên Otokotachi no Yamato, nam diễn viên Okuda Eiji đã thủ vai Aruga.

### Sách
- Fuller, Richard (1992). Shokan: Hirohito's Samurai. London: Arms and Armour Press. ISBN 1854091514.
- Feifer, George (2001). "Operation Heaven Number One". Trận Okinawa: Máu và Bom. The Lyons Press. ISBN 1-58574-215-5.
- Hara, Tameichi (1961). "The Last Sortie". Japanese Destroyer Captain. New York & Toronto: Ballantine Books. ISBN 0-345-27894-1.
- Spurr, Russell (1995). Một cái chết vinh quang: Sứ mệnh Kamikaze của Chiến hạm Yamato, Tháng tư 1945. Newmarket Press. ISBN 1-55704-248-9.
- Yoshida, Mitsuru (1999). Lễ cầu siêu cho Chiến hạm Yamato. Richard H. Minear. Annapolis, Maryland: Naval Institute Press. ISBN 1-55750-544-6.
- Lê Vinh Quốc (2000). Cuộc chiến tranh Thái Bình Dương (1941-1945). Huỳnh Văn Tòng. Việt Nam: Nhà xuất bản Giáo dục.

### Web
- Nishida, Hiroshi. "Hải quân Đế quốc Nhật Bản". Bản gốc lưu trữ ngày 30 tháng 1 năm 2013. Truy cập ngày 11 tháng 10 năm 2009.
- Chen, Peter. WWDB.com "Cơ sở dữ liệu Chiến tranh Thế giới II". {{Chú thích web}}: Kiểm tra giá trị |url= (trợ giúp)